# Kyll an der Kyll
Kyll an der Kyll, auch Ittelkyll, ist ein Ort am Fluss Kyll und gehört zum Ortsteil Ittel der Ortsgemeinde Welschbillig im Landkreis Trier-Saarburg in Rheinland-Pfalz.
Die Ittelkyller Mühle gehörte bis Ende des 18. Jahrhunderts dem Trierer Stift Sankt Simeon.
Sie arbeitete noch 1784 als Mahl-, Öl- und Walkmühle und wurde im Januar 1804 versteigert. Als Mahlmühle wurde sie bis 1953 betrieben.
An das alte Fachwerkgebäude wurde 1988 ein Kraftwerk zur Stromerzeugung angebaut.
In unmittelbarer Nähe des Ortes verläuft die Eifelstrecke Trier-Köln und der Kyll-Radweg.
Der Kyller Tunnel dient nicht nur der Bahnstrecke, sondern auch Fußgängern und Radfahrern. Er liegt auf der Gemarkung von Hosten und hat eine Länge von 138 m.